# Иглесия (станция метро)
Иглесия (исп. Iglesia) — станция Мадридского метрополитена.

## История
Станция была открыта 17 октября 1919 года в составе участка «Соль» — «Куатро-Каминос». На открытии участвовал король Альфонсо XIII.
С 3 июля 2016 года платформы линии 1 станции были закрыты из-за работ по улучшению объектов на линии между станциями «Плаза-де-Кастилья» и «Сьерра-де-Гуадалупе». Завершение работ было запланировано на 12 ноября 2016 года, однако платформа была открыта на следующий день, в конце работ была восстановлена служба в последнем участке линии 1, который должен быть открыт между станциями станции. «Куатро-Каминос» и «Аточа Ренфе». В этом разделе были предприняты следующие действия: гидроизоляция и уплотнение туннеля, самого старого в пригородном районе Мадрида, который был укреплен с помощью инъекций цемента и специальных бетонных выступов с металлическими опорными сетками, а также установка жесткой контактной сети, а также сборка остальных объектов и услуг.
1 апреля 2017 года были отменены специальные часы всех лобби, которые закрывались в 21:40.